# Thomas W. Bradley

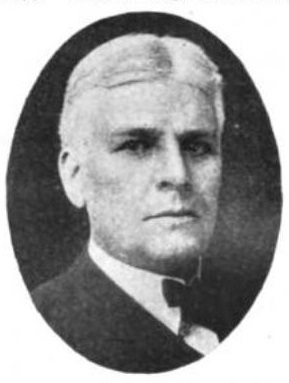
Thomas W. Bradley

Thomas Wilson Bradley (* 6. April 1844 in Yorkshire, Vereinigtes Königreich Großbritannien und Irland; † 30. Mai 1920 in Walden, New York) war ein US-amerikanischer Politiker. Zwischen 1903 und 1913 vertrat er den Bundesstaat New York im US-Repräsentantenhaus.

## Werdegang
Thomas Wilson Bradley wurde während der Regierungszeit von Victoria geboren. Seine Familie wanderte 1846 in die Vereinigten Staaten ein und ließ sich in Walden im Orange County nieder. Er ging dort zur Schule, bis er neun Jahre alt war.
Nach dem Ausbruch des Bürgerkrieges verpflichtete er sich als Private in der Unionsarmee. Er wurde zum Captain im 124. Regiment der New York Volunteer Infanterie befördert. Als Aide-de-camp diente er dann unter Generalmajor Gershom Mott in der dritten Division im Second Army Corps. Aufgrund seiner erbrachten Leistungen bei der Schlacht bei Chancellorsville wurde ihm die Medal of Honor verliehen. Ferner wurde er zum Brevet-Major der United States Volunteers ernannt.
Politisch gehörte er der Republikanischen Partei an. 1876 saß er in der New York State Assembly. Er nahm in den Jahren 1892, 1896 und 1900 als Delegierter an den Republican National Conventions teil. Bei den Kongresswahlen des Jahres 1902 für den 58. Kongress wurde er im 20. Wahlbezirk von New York in das US-Repräsentantenhaus in Washington, D.C. gewählt, wo er am 4. März 1903 die Nachfolge von George N. Southwick antrat. Er wurde vier Mal in Folge wiedergewählt. Da er auf eine erneute Kandidatur im Jahr 1912 verzichtete, schied er nach dem 3. März 1913 aus dem Kongress aus.
Nach seiner Kongresszeit ging er Bankgeschäften nach. Bradley war Präsident und Schatzmeister der New York Knife Co. Er verstarb am 30. Mai 1920 und wurde dann auf dem Wallkill Valley Cemetery beigesetzt.